# Parque nacional de Honduras
El concepto de parque nacional es un concepto reciente que se utiliza para designar a aquellos espacios naturales, parajes agrestes y ciertamente extensos, que son protegidos por los Estados Nacionales con el fin de conservar la flora y la fauna que en ellos existe, que es autóctona y valiosa para el ecosistema, y así evitar su desaparición, extinción o alteración, y asimismo también por la belleza natural que posee. 

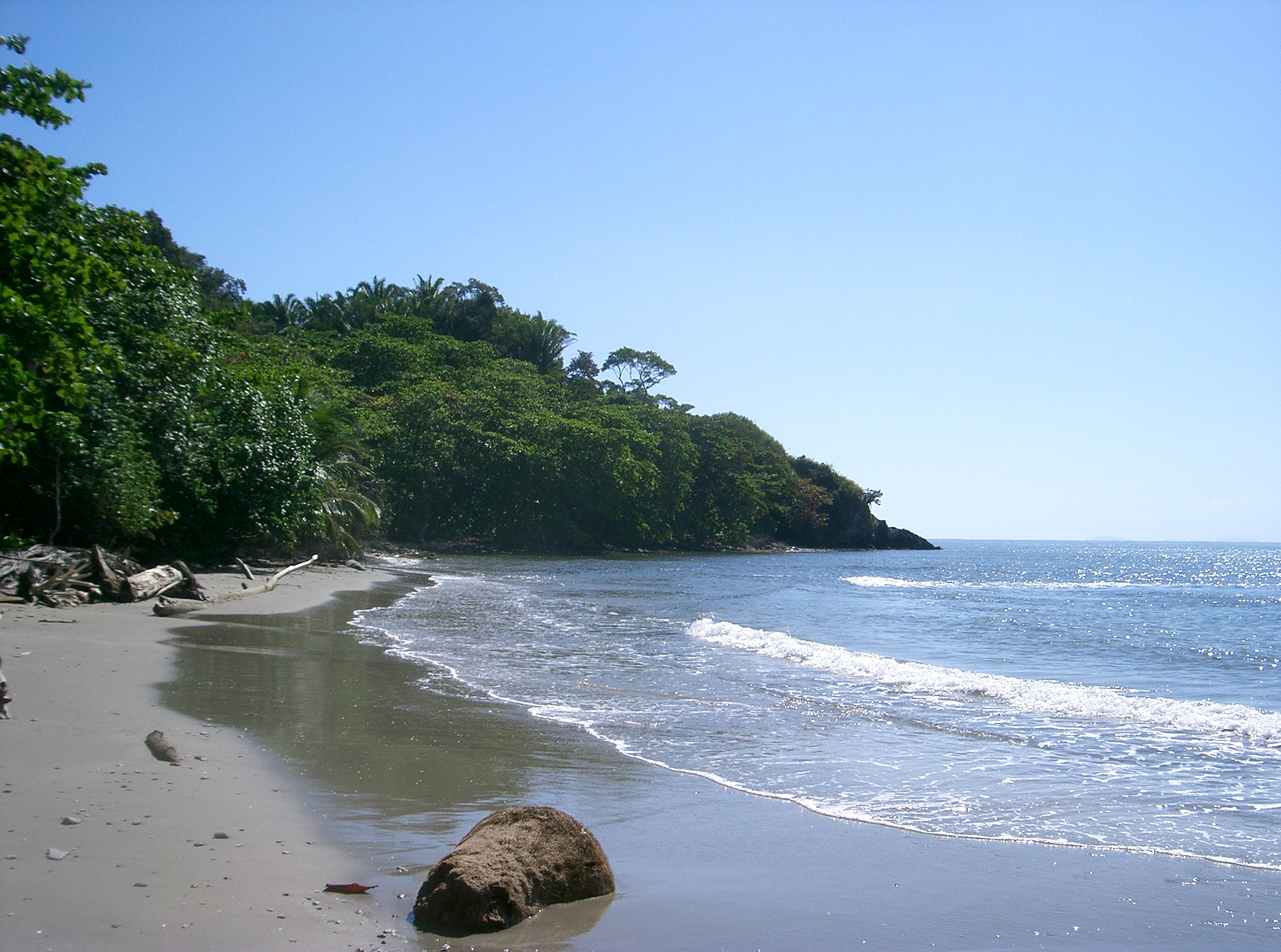
Playa Punta Sal península cerca a la entrada Sendero Los Curumos, Parque Nacional Jeanette Kawas

En los parques nacionales se impiden actividades consideradas dañinas tales como la caza de animales salvajes, la tala de árboles, la pesca o la realización de fogatas, arrojar basura, cortar la vegetación disponible, entre otras acciones.
El primer parque nacional se estableció en 1872 en Estados Unidos y es hoy el famosísimo Yellowstone que se ubica en los estados de Wyoming, Montana, e Idaho.

## PrincipalesParques nacionalesenHonduras
Hay una gran cantidad de parques más de 20 en todo el territorio nacional.
- Parque Nacional Capiro Calentura (62 km²), Colón
- Parque Nacional Celaque (266.4 km²), Lempira
- Parque nacional Cerro Azul (154.6 km²), Copán
- Parque nacional Cerro Azul Meambar (304 km²), Comayagua/Cortés
- Parque Nacional Cusuco (234.4 km²), Cortés, Santa Bárbara
- Parque Nacional Jeanette Kawas (781.6 km²), Atlántida
- Parque Nacional La Muralla (210.3 km²), Olancho
- Parque Nacional La Tigra (238.2 km²) Francisco Morazán (decreto Ley n.º 976 del 14 de julio de 1980)
- Parque Nacional Montaña de Comayagua (184.8 km²), Comayagua
- Parque Nacional Montaña Santa Bárbara (121.3 km²), Santa Bárbara
- Parque Nacional Montaña de Yoro (154.8 km²), Yoro
- Parque Nacional Montecristo Trifinio (54 km²)
- Parque Nacional Patuca (3755.84 km²), Olancho
- Parque Nacional Pico Bonito (564.3 km²), Atlántida
- Parque Nacional Pico Pijol (122.1 km²), Yoro
- Parque Nacional Punta Izopo (112 km²), Atlántida
- Parque nacional de la Sierra de Agalta (207.8 km²), Olancho
- Parque Nacional Warunt

Parque nacional propuesto:
- Parque Nacional Port Royal, Islas de la Bahía